# North Lakhimpur
North Lakhimpur (/ˌlækɪmˈpʊər/) és una ciutat i municipi de l'Índia, capital del districte de Lakhimpur, a Assam, i de la subdivisió de North Lakhimpur. Constava al cens del 2001 amb una població de 54.262 habitants. Es troba a 8 km de l'aeroport de Lilabari.